# ظرف عسل
ظرف عسل (به انگلیسی: The Honey Pot) فیلمی کمدی به کارگردانی جوزف ال. منکیه‌ویچ است که در سال ۱۹۶۷ منتشر شد.

## خلاصه داستان
«سسیل فاکس»، میلیونری است که ثروتی افسانه‌ای دارد و در قصر قرن هفدهمی خود تنها زندگی می‌کند. او به ندرت از قصر پا بیرون می‌گذارد و صرفاً گاه برای دیدن نمایش مورد علاقه‌اش، «ولپن» به تماشاخانه می‌رود. تا این‌که تصمیم می‌گیرد به شیوه «ولپن» حقه‌ای سوار کند و با وانمود کردن به‌این که در حال مرگ است، طمع سه محبوبه سابقش را برانگیزد. «فاکس» برای اجرای نقشه‌اش، بازیگر / ژیگولوئی به‌نام «ویلیام مک‌فلای» را استخدام می‌کند. هر سه زن در بستر مرگ «فاکس» حاضر می‌شوند و یکی از آنان، «کراکت» ادعا می‌کند همسر قانونی «فاکس» بوده و ارث باید به او برسد. همان شب، «کراکت» به قتل می‌رسد و «ویلیام» مورد سوءظن قرار می‌گیرد. اما سرانجام مشخص می‌شود که «فاکس» ورشکسته برای ارث بردن از «کراکت»، او را به قتل رسانده‌است…

## بازیگران
- رکس هریسون در نقش سسیل فاکس
- سوزان هیوارد در نقش کراکت شریدان
- کلیف رابرتسون در نقش ویلیام مک‌فلای
- کاپوسین در نقش پرنسس دومینیک
- ادی آدامز در نقش مرل مک‌گیل
- مگی اسمیت در نقش سارا واتکینس
- آدولفو چلی در نقش بازرس
- هرشل برناردی
- فرانک لاتیمور

در ابتدا به آنی بانکرافت پیشنهاد شده بود که نقش مرل مک‌گیل را داشته باشد، اما وی به جای آن برای بازی در مایکل کاکوآنیس در نمایش صحنه برادوی از شیاطین جان وایتینگ را انتخاب کرد.

## تولید
در اصل داستان افسانه روباه نامیده می‌شد.
فیلم در محلی در ونیز و در استودیوهای سینسیتا در رُم فیلمبرداری شده‌است. در ونیز، پالازو سورانزو ون آکسل در این فیلم حضور داشت.